# Генні Квентемейер
Гейнріх («Генні» або «Генк») Квентемейер (англ. Heinrich «Hennie» or «Henk» Quentemeijer; 1 січня 1920 — 22 квітня 1974) — колишній боксер другої середньої та напівважкої ваги, що представляв Нідерланди. Чемпіон Європи з боксу (1947).

## Життєпис
На першому повоєнному чемпіонаті Європи з боксу 1947 року в Дубліні (Ірландія) переміг Дьйордя Капочі (Угорщина), Кена Вайета (Англія) та у фіналі — Леона Новья (Франція), ставши чемпіоном Європи.
На літніх Олімпійських іграх 1948 року в Лондоні (Велика Британія) брав участь у змаганнях боксерів напівважкої ваги, проте у першому ж поєдинку поступився майбутньому бронзовому призерові Мауро Сіа (Аргентина).
Провів 18 боїв на професійному ринзі, у 13 з яких одержав перемогу, тричі поступився та два поєдинки звів у нічию.